# ايمانويلي كونسيتي
ايمانويلي كونسيتي (بالإيطالية: Emanuele Concetti)‏ (6 مارس 1978 بروما في إيطاليا - ) هو لاعب كرة قدم إيطالي في مركز حراسة المرمى. لعب مع كييفو فيرونا ونادي بيروجيا ونادي كاتانيا ونادي كروتوني ونادي لاتسيو ونادي مونزا وايه إس دي سامبينديتيس كالتشيو ‏ وVigor Lamezia ‏ ويو أس بركوليتزه 1932 ونادي أريتسو وإيه جي نوسرينا 1910 ‏ وAS Lodigiani ‏ وAtletico Roma FC ‏.

## وصلات خارجية
- ايمانويلي كونسيتي على موقع قاعدة بيانات كرة القدم.إي يو (الإنجليزية)
- ايمانويلي كونسيتي على موقع Soccerway.com (الإنجليزية)
- ايمانويلي كونسيتي على موقع عالم كرة القدم.نت (الإنجليزية)